# Concession (Afrique)
Pour les articles homonymes, voir Concession.
En Afrique subsaharienne, une concession est un « terrain à usage d'habitation regroupant dans une enceinte des maisons aux fonctions diversifiées (habitation, réunion, etc.) », correspondant le plus souvent à l'habitat d'une famille élargie. L'unité résidentielle regroupe un ou plusieurs ménages, parfois polygamiques selon les endroits, auxquels viennent s’ajouter des collatéraux (enfants placés par exemple) et des employés domestiques. C'est une organisation typique de l'Afrique au sud du Sahara, en milieu rural comme en milieu urbain.